# 第二十五国立銀行
第二十五国立銀行（だいにじゅうごこくりつぎんこう）は、明治期に滋賀県小浜町（現・福井県小浜市）で設立された銀行。
1877年（明治10年）12月17日に、小浜藩士族らの金禄公債証書を資本金に設立。翌1878年（明治11年）1月4日開業。資本金は13万円。
その後、1897年（明治30年）12月17日に営業満期国立銀行処分法に基づき私立銀行に展開して二十五銀行に改称。
金融恐慌を受け、1927年（昭和2年）3月に銀行法が制定され、より資本力の強い銀行を目指して、1県1行政策が始まった。
福井県内においても、森田銀行、第五十七銀行、敦賀銀行と当行の4行合併が模索されたものの、福井市に本店を置くことに、当行と敦賀銀行が反発し、1928年（昭和3年）に2行だけで合併し、敦賀二十五銀行を新たに設立。

## 沿革
- 1877年（明治10年）12月17日：設立[1]
- 1878年（明治12年）1月4日：開業[1]
- 1897年（明治30年）12月17日：二十五銀行に改称[3]
- 1926年（大正15年）4月20日：小浜銀行を合併[3]
- 1928年（昭和3年）11月25日：敦賀銀行と合併し敦賀二十五銀行を新立[3]（北陸銀行 『創業百年史』では12月1日：敦賀銀行、二十五銀行が合併し設立[3]）